# Khorlan Zhakansha
Khorlan Kanatovich Zhakansha (in kazako Қорлан Қанатұлы Жақанша?; 15 giugno 1992) è un lottatore kazako, specializzato nella lotta greco-romana.

## Biografia
Ai mondiali di Nur-Sultan 2019 ha vinto la medaglia d'argento nel torneo dei 55 chilogrammi, perdendo in finale con il georgiano Nugzari Tsurtsumia.

## Palmarès
- Mondiali

Nur-Sultan 2019: argento nei 55 kg.
- Campionati asiatici

Bişkek 2018: bronzo nei 55 kg.
Xi'an 2019: bronzo nei 55 kg.
Nuova Delhi 2020: bronzo nei 55 kg.
- Campionati mondiali militari

Teheran 2013: bronzo nei 55 kg.
Fort Dix 2014: bronzo nei 59 kg.